# 天主教科倫坡總教區
天主教科倫坡總教區 （拉丁語：Archidioecesis Columbensis in Taprobane）是斯里蘭卡一個羅馬天主教總教區，也是該國唯一一個總教區。總教區下轄11個教區。
總教區管轄斯里蘭卡可倫坡區、加姆珀哈區和卡盧特勒區，以及印度洋島國馬爾代夫，2006年時有700,000名教友、124個堂區和255名司鐸。現任總主教為馬爾科姆·蘭吉特樞機，輔理主教為薩姆帕塔瓦杜蓋·馬克斯韋爾·格倫維爾·西爾瓦、賈亞科迪·阿拉特奇蓋·東·安多尼·賈亞科迪和安多尼·蘭吉特·皮萊納亞加姆，榮休總主教為奧思華·多默·高爾孟·戈米斯，榮休輔理主教為雲先·瑪略·若瑟·佩里斯。
果亞教區於1533年成立，斯里蘭卡歸其管轄，後轉歸科欽教區，至1834年設錫蘭宗座代牧區，1849年易名科倫坡宗座代牧區。錫蘭於1887年行聖統制，升為總教區。